# Паллавичино, Раннуцио
Раннуцио Паллавичино (итал. Rannuzio Pallavicino; 19 октября 1632, Полезине-Парменсе, Пармское герцогство — 30 июня 1712, Рим, Папская область) — итальянский куриальный кардинал. Секретарь Священной Конгрегации Собора с 1 декабря 1689 по 15 марта 1696. Губернатор Рима и вице-камерленго Святой Римской Церкви с 15 марта 1696 по 17 мая 1706. Кардинал-священник с 17 мая 1706, с титулом церкви Сант-Аньезе-фуори-ле-Мура с 25 июня 1706 по 30 июня 1712.